# Calamòidies
Calamoideae és una subfamília de palmeres (família de les arecàcies). Es considera una subfamília primitiva i consta d'un quart de totes les espècies de palmeres conegudes.

## Distribució
Quatre gèneres es troben als tròpics del Nou Món:Mauritia ,Mauritiella , Lepidocaryum  i Raphia . La resta és nativa dels tròpics del Vell Món (Àfrica, Àsia i també Austràlia).

## Descripció
Les Calamoideae tenen les fulles pinnades i rarament palmades i els fruits i els ovaris tenen esquames imbricades (un caràcter sinapomòrfic). Entre els seus gèneres es troben: Raphia, Mauritia, Lepidocaryum, Metroxylon, i Calamus (de bon tros el gènere amb més espècies).

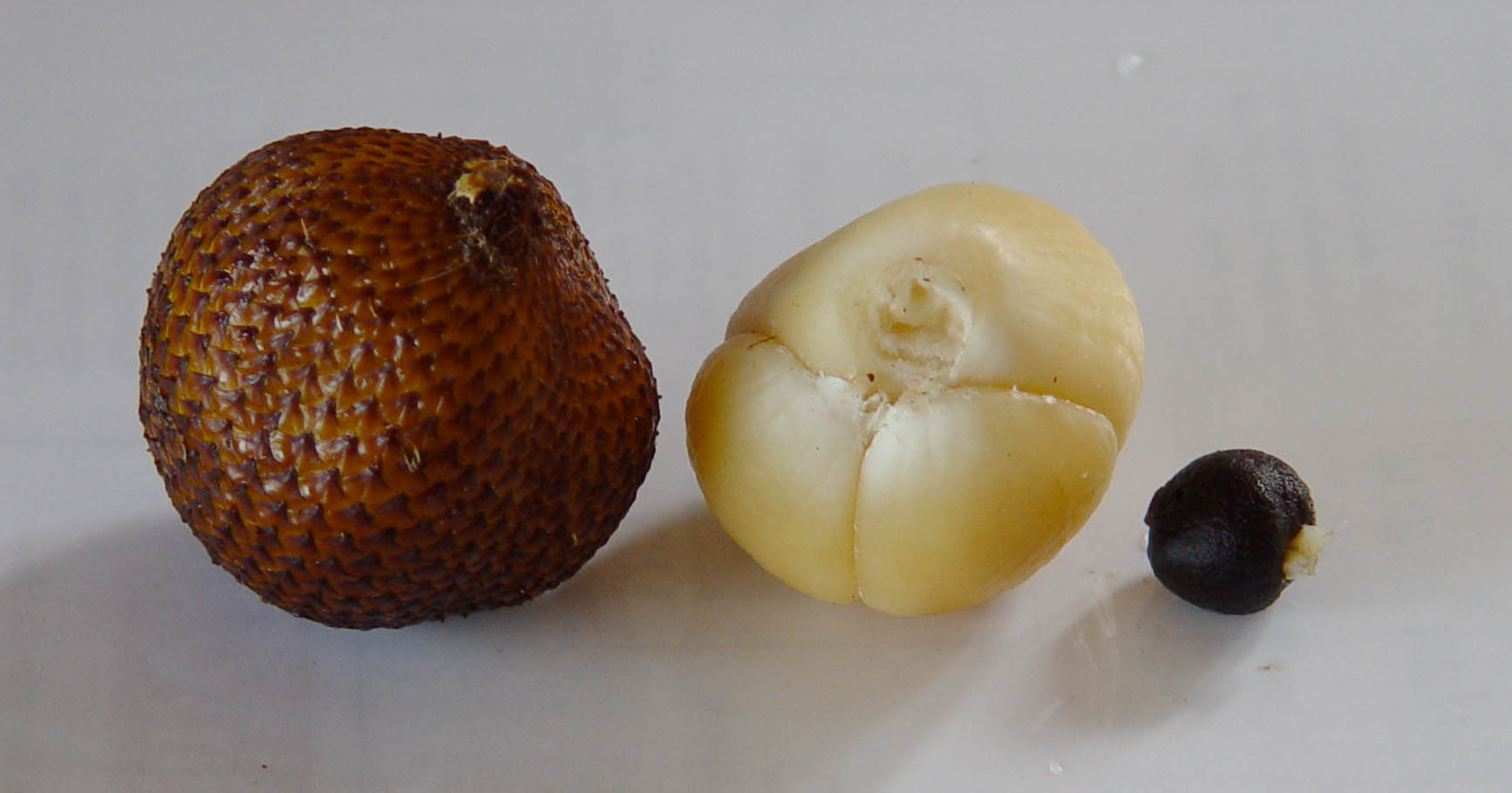
fruit (a l'esquerra) de Salacca zalacca

## Classificació
Està subdividit en les tribus:
- Calameae - Lepidocaryeae

|  | Eugeissoneae                                               |
|  |                                                            |
|  | \| \| Lepidocaryeae \| \| \| \| \| \| Calameae \| \| \| \| |
|  |                                                            |
|  | Lepidocaryeae                                              |
|  |                                                            |
|  | Calameae                                                   |
|  |                                                            |

|  | Lepidocaryeae |
|  |               |
|  | Calameae      |
|  |               |